# 默基特希臘禮天主教安提阿宗主教列表

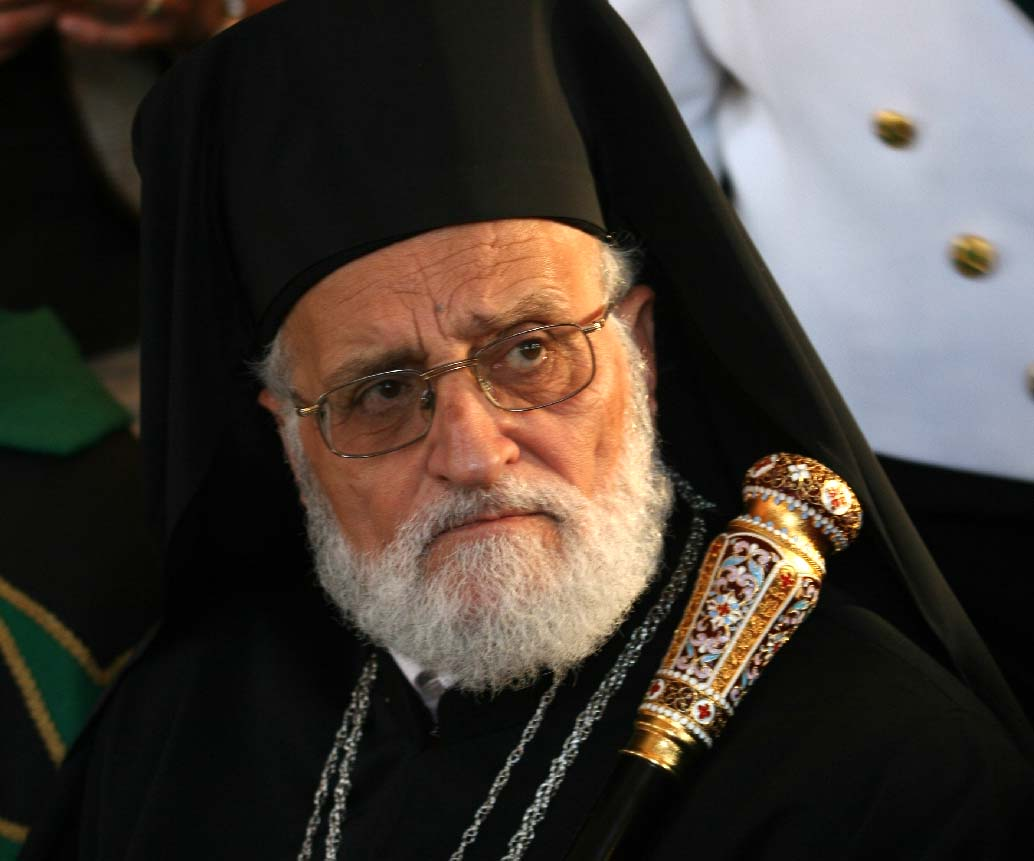
默基特希臘禮天主教會榮休宗主教額我略·拉罕三世

默基特希臘禮天主教安提阿宗主教（英語：Melkite Greek Catholic Patriarchs of Antioch），是默基特希臘禮天主教會的領袖。宗主教在1838年獲得安提約基雅暨全東方、亞歷山大暨耶路撒冷宗主教（英語：Melkite Greek Catholic Patriarch of Antioch and all the East, of Alexandria, and of Jerusalem）的頭銜。
他是由總主教和主教選擇產生的。當新任宗主教在當選時需由教宗任命。宗主教的總部與宗主教教座就設於敘利亞首都大馬士革。宗主教管理的教座教區是安提約基雅宗主教區。
此職繼承了五大宗主教區中的安提阿牧首、亞歷山大牧首及耶路撒冷牧首，在1724年原屬安條克正教會的安條克牧首改宗天主教會，並在1729年獲當時的教宗承認其職權以及和普世天主教會的共融。
以下敘述的為默基特希臘禮天主教安提阿宗主教的列表：

## 宗主教列表
- 西里爾六世·塔那（Cyril VI Tanas）（1724年－1760年）
- 馬克西莫斯二世·哈基姆（Maximos II Hakim）（1760年－1761年）
- 狄奧多西一世·達安（Theodosius V Dahan）（1761年－1788年）
- 亞他納修四世·賈哈爾（Athanasius IV Jawhar）（1788年－1794年）
- 西里爾七世·斯艾（Cyril VII Siaj）（1794年－1796年）
- 亞加波二世·馬塔（英语：Agapius II Matar）（Agapius II Mata）（1796年－1812年）
- 依納爵四世·沙如夫（Ignatius IV Sarrouf）（1812年）
- 亞他納修五世·馬塔爾（Athanasius V Matar）（1813年）
- 瑪加略五世·塔維爾（Macarius IV Tawil）（1813年－1815年）
- 依納爵五世·卡藤（Ignatius V Qattan）（1816年－1833年）
- 馬克西莫斯三世·馬斯隆（Maximos III Mazloum）（1833年－1855年）
- 克雷芒·巴浩夫（Clement Bahouth）（1856年－1864年）
- 額我略二世·尤賽夫-薩唷（英语：Gregory II Yusuf）（Gregory II Youssef-Sayur）（1864年－1897年）
- 佩羅德四世·賈瓦季維（Peter IV Jaraijiry）（1898年－1902年）
- 西里爾八世·格哈（Cyril VIII Geha）（1902年－1916年）
  - 宗主教從缺 （1916年－1919年）
- 德米特里厄斯一世·卡迪（Demetrius I Qadi）（1919年－1925年）
- 西里爾九世·穆加卜加卜（Cyril IX Moghabghab）（1925年－1947年）
- 馬克西莫斯四世·（Maximos IV Sayegh）（1947年－1967年）
- 馬克西莫斯五世·哈基姆（Maximos V Hakim）（1967年－2000年）
- 額我略三世·拉罕（Gregory III Laham）（2000年－2017年）
- 若瑟·阿布斯（Joseph Absi）（2017年至現在）

## 外部連結
- List of the Melkite Patriarchs of Antioch from Melkite Church official website
- Greek-Melkite Catholic Patriarchate of Antioch （页面存档备份，存于） by Giga-Catholic Information.
- Catholic Hierarchy entry （页面存档备份，存于）
- History of Melkite Church including Cannons regarding Reunion with Rome and the legal continuation of the See of Antioch.
- Legal circumstances of union with Rome.